# Stalag XII F
Stalag XII F (Forbach) – niemiecki nazistowski obóz jeniecki, pracy i zagłady, oddział więzienny obozu Ban-Saint-Jean w Denting blisko Boulay-Moselle w Lotaryngia, w departamencie Moselle, funkcjonujący w okresie od listopada 1940 do sierpnia 1944.
Obok obozu w Struthof na wschodzie Alzacji, w którym zginęło 17 000 osób, był największym obozem śmierci we Francji. W obozie tym zginęło ok. 22 tysiące jeńców wojennych, głównie ukraińskich żołnierzy Armii Czerwonej.
- We wrześniu 1943, stan obozu przedstawiał się następująco: 17 524 Francuzów, 312 Belgów, 2623 Polaków, 4923 Jugosłowian oraz 23 623 żołnierzy ZSRR - w sumie 49 015 jeńców. W tej liczbie 41 840 żołnierzy służyło jako robotnicy, natomiast 7175 przebywało w lazaretach.

- W sierpniu 1944, cały stalag XII-F liczył 29 346 jeńców radzieckich oraz 2804 jeńców pochodzących z Polski. Liczba innych narodowości z tego okresu nie jest znana.

Wewnętrzną ochronę obozu stanowiły oddziały Landesschutzbataillon 433, a następnie Landesschutzbataillon 342.
Obóz zlikwidowano w trzecim kwartale roku 1944, a następnie przeniesiono do Freinsheim w Niemczech.
Po wojnie część masowych grobów została odkryta, a 2919 ciał zmarłych, głównie ukraińskich żołnierzy Armii Czerwonej, ekshumowana i umieszczona w zbiorowej mogile przy drodze w Saint-Martin (Oise).